# Flugplatz Bergneustadt Auf dem Dümpel

i7
i11
i13

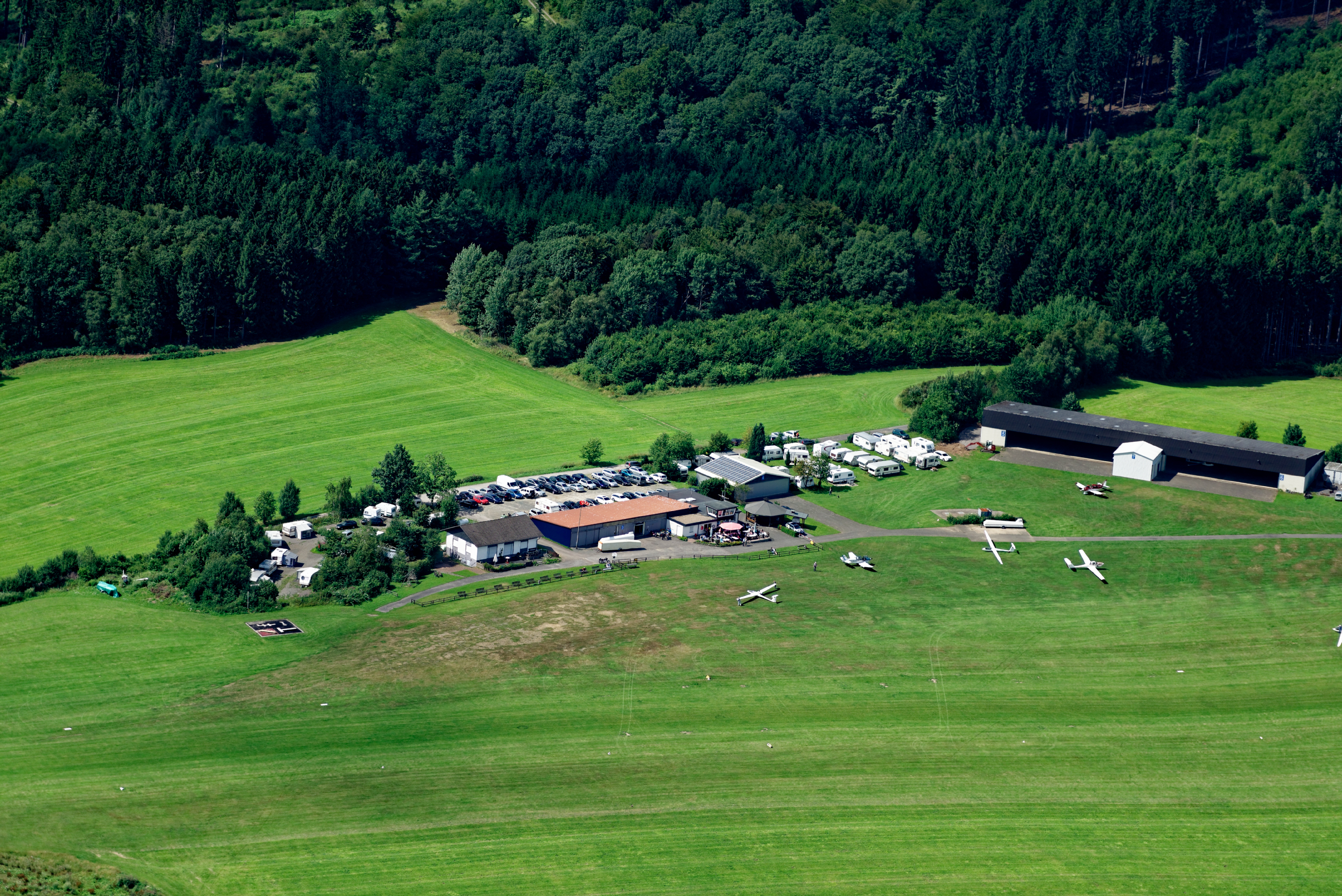
Flugplatzgebäude

Der Flugplatz Bergneustadt/Auf dem Dümpel (ICAO-Code: EDKF) ist ein Sonderlandeplatz in der Nähe von Bergneustadt im Oberbergischen Kreis in Nordrhein-Westfalen.
Er wird überwiegend von Segelflugzeugen und kleinen Motorflugzeugen regelmäßig genutzt, daneben finden auch Flugvorführungen statt.

## Betreiber
Der Flugplatz wird durch den Luftsport-Club Dümpel e. V. betrieben, die hier Motor- und Segelflug durchführt sowie eine Flugschule führt.

## Anfahrt
Die Anfahrt aus Norden geht über die A 45 und der Ausfahrt Meinerzhagen bzw. aus Süden über die Ausfahrt Drolshagen/Bergneustadt. Aus Westen über die A 4 und die Ausfahrt Reichshof/Bergneustadt und dann jeweils über die B 54 bis zur Ortschaft „Auf dem Dümpel“.